# Slate Island (Massachusetts)
Slate Island ist eine Insel im Boston Harbor. Sie liegt in der Hingham Bay 10,5 mi (16,9 km) vom Bostoner Stadtzentrum entfernt auf dem Gebiet des Bundesstaats Massachusetts der Vereinigten Staaten. Slate Island verfügt über eine Fläche von 12,7 Acres (5,1 ha). Die Insel gehört zu Weymouth und ist Teil der Boston Harbor Islands National Recreation Area.

## Geographie

### Geologie
Die Insel ist geologisch gesehen ein Aufschluss aus Schiefergestein (englisch slate), der mit Geschiebemergel bedeckt ist und eine Höhe von bis zu 32 ft (9,8 m) erreicht. Die Küste ist felsig und über ein Watt bei Ebbe mit Hingham verbunden.

### Flora und Fauna
Slate Island ist dicht mit Gift-Sumach sowie Himbeersträuchern und Berberitze bewachsen und daher kaum zugänglich. Die Tierwelt der Insel ist noch Gegenstand wissenschaftlicher Untersuchungen.

## Geschichte
Bereits die Indianer bewohnten die Insel saisonal. Die europäischen Siedler bauten dort Schiefer ab, und im 19. Jahrhundert lebte ein Einsiedler auf Slate Island. Noch heute sind Reste eines Steinbruchs erhalten. Bis in die 1970er Jahre befand sich die Insel in Privatbesitz.